# Pfettisheim
Pfettisheim is een plaats en voormalige gemeente in het Franse departement Bas-Rhin in de regio Grand Est en telt 752 inwoners (1999).
De plaats maakt deel uit van het kanton Bouxwiller in het arrondissement Saverne. Tot 1 januari 2015 was het deel van het kanton Truchtersheim in het arrondissement Strasbourg-Campagne, die op die dag beide werden opgeheven. Op 1 januari 2016 werd de Pfettisheim als zelfstandige gemeente opgeheven en aangehecht bij Truchtersheim.

## Geografie
De oppervlakte van Pfettisheim bedraagt 4,8 km², de bevolkingsdichtheid is 156,7 inwoners per km².
De onderstaande kaart toont de ligging van Pfettisheim met de belangrijkste infrastructuur en aangrenzende gemeenten.

## Demografie
Onderstaande figuur toont het verloop van het inwonertal (bron: INSEE-tellingen).